# Cold Chisel

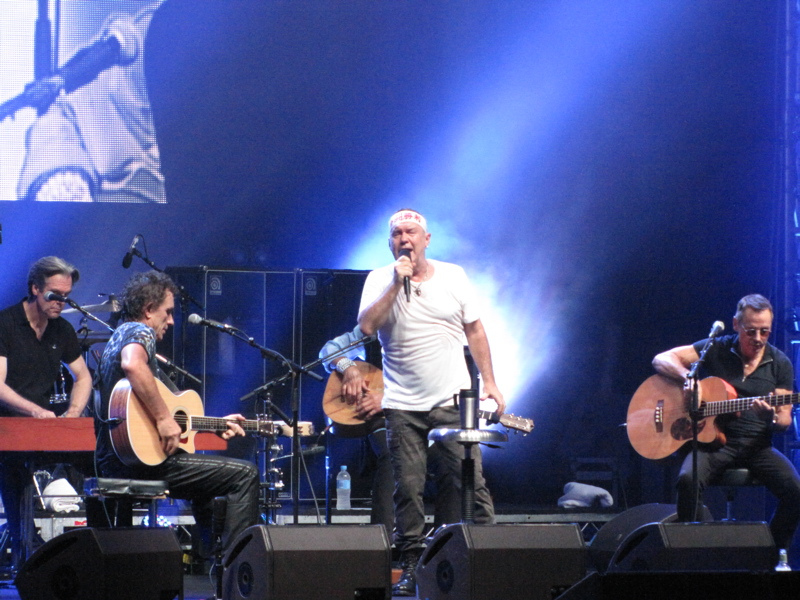
Cold Chisel - viver concerto no 2011

Cold Chisel é uma banda de pub rock - um estilo de rock australiano popular nas décadas de 1970 e 1980 - que se formou em 1973 em Adelaide, na Austrália. A banda se desfez em 1983, mas se reformou várias vezes desde então. Segundo o musicólogo Ian McFarlane, a banda se tornou "um dos grupos mais queridos da Austrália".
Seus integrantes iniciais foram o vocalista e guitarrista Ian Moss, o baterista Steve Prestwich e o tecladista e pianista Don Walker. Logo após a formação da banda, Jimmy Barnes se juntou à eles como vocalista principal e, em 1975, Phil Small se tornou o baixista da banda.